# Chernes beieri
Chernes beieri es una especie de arácnido  del orden Pseudoscorpionida de la familia Chernetidae.

## Distribución geográfica
Se encuentra en Alemania y Polonia.